# Hrvatski prirodoslovni muzej
Hrvatski prirodoslovni muzej središnja je nacionalna ustanova koja se bavi prikupljanjem, stručnom i znanstvenom obradom i prezentiranjem svog fundusa koji svjedoči o razvoju prirode i čovjeka na hrvatskim prostorima. Fundus muzeja čini više od 1 500 000 primjeraka raspoređenih u raznovrsne zbirke predmeta iz prirode. On je ujedno i matična institucija u Republici Hrvatskoj koja, u skladu sa zakonom, u mreži muzeja Republike Hrvatske, skrbi i za druge prirodoslovne muzeje i zbirke.
U Muzeju se nalazi bogata knjižnica s oko 40 000 naslova vezanih uz prirodoslovlje. U stalnom postavu izložene su mineraloško-petrografska i zoološka zbirka s građom iz Hrvatske i komparativnim materijalom iz drugih dijelova svijeta. Povremeno se organiziraju tematske izložbe, te izložbe vezane uz znanstvene skupove.
Muzej izdaje znanstveno-stručni časopis Natura Croatica.
U zgradi Hrvatskoga prirodoslovnog muzeja od 1797. godine do 1834. godine djelovalo je prvo zagrebačko javno kazalište pod nazivom Amadeov teatar. Od 2000. godine u prostoru atrija Hrvatskoga prirodoslovnog muzeja djeluje Klupska kazališno-glazbena scena Amadeo.

## Povijest
Hrvatski prirodoslovni muzej, jedan od najvećih muzeja u Hrvatskoj, smješten je u povijesnoj plemićkoj palači na bedemima zagrebačkoga Gornjega grada. Od 1797. do 1834. godine tu je djelovalo i prvo zagrebačko javno kazalište, glasoviti Amadeov teatar, nazvan po njegovom osnivaču i voditelju mađarskom grofu Antonu Amadeu de Varkonyu, velikom županu zagrebačkom.
Začeci današnjih bogatih prirodoslovnih zbirki Muzeja potječu iz Prvostolne akademije u Zagrebu te razdoblja Hrvatskoga narodnog preporoda, kada je u Opatičkoj ulici 1846. godine utemeljen Narodni muzej. S vremenom su se skromne zbirke povećavale, a poseban zamah u prikupljanju prirodnina (minerala, ruda, fosila, biljaka i životinja) nastavljen je djelovanjem istaknutih hrvatskih i svjetski poznatih i priznatih prirodoslovaca, profesora Zagrebačkoga sveučilišta i prvih učenih muzealaca Spiridiona Brusine, Gjure Pilara i Dragutina Gorjanovića-Krambergera.
Muzej prikuplja, čuva, izučava i prezentira razne prirodnine kao svjedočanstva ili dokumente vezane za prirodoslovlje Hrvatske. U muzejskim se zbirkama nalazi više od 2 milijuna primjeraka minerala, stijena, fosila, prepariranih biljaka i životinja iz svih krajeva hrvatskog ozemlja, ali i iz susjednih zemalja te s drugih kontinenata. Danas se stručna djelatnost Muzeja ostvaruje unutar njegovih specijalističkih odjela: Geološko-paleontološkoga, Zoološkoga, Mineraloško-petrografskoga koji su, izuzev Botaničkoga, do objedinjenja u današnji Hrvatski prirodoslovni muzej 1986. godine, djelovali kao zasebne muzejske institucije.
U predvorju su izložena poprsja i spomen-ploče zaslužnim utemeljiteljima Muzeja, a u muzejskom atriju dominiraju mozaički izvedena Kamenospisna karta Hrvatske i Geološki stup kao simbolički uvod u svijet prirodoslovne građe u Muzeju. Kamenospisna karta, kameni mozaik sastavljen od kockica autohtonih stijena što potječu iz svih dijelova Hrvatske, svojevrsni je geološki artefakt, znanstvena sinteza i muzejski prikaz niza geoloških značajki našeg tla te ujedno i najveća, tako postavljena, geološka karta u svijetu.
Geološko-paleontološki odjel čuva iznimno bogat geološki fundus i okamine koje svjedoče o dugoj prošlosti i razvoju hrvatskoga krajolika. Tu su raznovrsne zbirke fosila iz geološke prošlosti s više od 300 tisuća muzejskih predmeta iz svih krajeva Hrvatske.
Okamine paleozoika, mezozoika i kenozoika, stare nekoliko stotina milijuna pa sve do desetke tisuća godina, razvrstane u brojne zbirke, osnova su sagledavanja evolucije živog svijeta i prostora koji nas okružuje. Posebno se ističu dvije zbirke proglašene nultom kategorijom spomeničke vrijednosti - Zbirka krapinskog diluvija (zbirka ostataka kostiju i kulture krapinskih neandertalaca), iznimno značajan fundus svjetske kulturne baštine te Zbirka holotipova, jedinstvenih originala tipova vrsta.
Zbirke Zoološkog odjela broje oko 1 135 000 primjeraka različitih životinja podijeljenih u zbirke kralježnjaka, koje čine zbirke sisavaca, ptica (sadržava gotovo cijelu ornitofaunu Hrvatske), ptičjih jaja, vodozemaca i gmazova, riba, te posebna zbirka tkiva za DNA analize. Ipak najbrojnije su zbirke beskralježnjaka koje sadržavaju zbirke kukaca, mekušaca, morskih beskralješnjaka i dr.
Danas, kao i u svim modernim prirodoslovnim muzejima, zoološki odjel je postao centar istraživanja biološke raznolikosti u Hrvatskoj. Odjel posjeduje i suvremeni laboratorij za molekularne analize, te se osim klasičnih metoda determinacije građe primjenjuju i suvremene molekularne tehnike.
Mineraloško-petrografske zbirke izložene su kroz tri cjeline novog stalnog postava. Od zbirke do Muzeja prikazuje osnutak Muzeja te značajne osobe iz povijesti hrvatske mineralogije. Carstvo minerala prikaz je Sistematske zbirke minerala, najbrojnije zbirke mineraloške građe u Muzeju koja se ističe raznolikošću mineralnih vrsta i njihovih kristalnih oblika te zastupljenošću minerala iz najpoznatijih svjetskih nalazišta, od kojih su neka tipski lokaliteti, a pojedini primjerci minerala iz njih holotipovi. Uz njih predstavljene su i najznačajnije i najljepše specijalističke mineraloške zbirke (Zbirka Lanza, Zbirka Trepča, Zbirka dragog kamenja, Zbirka hijalofana i dr.). Posljednja cjelina Stjenoviti planet Zemlja prikazuje građu Zemlje i stijene koje je grade. Posebni naglasak stavljen je na krš, koji je geomorfološka posebnost Hrvatske.
Od 1987. godine u Hrvatskom prirodoslovnom muzeju ponovo se prikuplja recentna botanička građa koja je postala temeljem nove Herbarske zbirke i Botaničkog odjela. Današnja zbirka sadržava oko 100 000 herbarijskih primjeraka vaskularne flore, pretežno iz Hrvatske. Sastoji se od dva herbarija: Herbarija višega bilja (vaskularne flore) prikupljenog terenskim istraživanjima i otkupljenog Herbarija "Trinajstić".
Uz klasične muzejske zbirke 2005. osniva se i zbirka tkiva za DNK analize, važna za očuvanje ugroženih endemičnih i reliktnih vrsta hrvatske faune.
Muzej posjeduje i bogatu knjižnicu koja je utemeljena 1868. g. unutar Prirodopisnog odjela tadašnjega Narodnog muzeja. Najstarija i najvrednija građa pohranjena u knjižnici potječe iz 17. i 18. st. te ima i muzeološku funkciju.

## Zoološki odjel
Zoološki odjel Hrvatskog prirodoslovnoga muzeja skrbi o preko 60 zbirki s oko 2 milijuna muzejskih predmeta. Muzejski predmeti su raznovrsni od cijelih životinjskih dijelova suho ili mokro-prepariranih, izložbenih eksponata, znanstvenih zbirki, dijelova tijela ili zbirki tkiva za dna analize.
Odjel pokriva širok spektar aktivnosti u kulturi, obrazovanju i znanosti. Glavne djelatnosti su čuvanje i upravljanje zoološkim zbirkama prvenstveno nacionalnog porijekla. Znanstvena evaluacija i taksonomija su od primarnog interesa u upravljanju zbirkama. Zoološki odjel muzeja ima stručnjake koji pokrivaju širok spektar životinjskih skupina - leptiri, kornjaši, sisavci, vodozemci i gmazovi, ribe, mekušci, podzemne životinje i znanstvenih disciplina kao što su taksonomija, sistematika, ekologija, očuvanje biološke raznolikosti, GIS, genetika i dr.
Odjel je preko Muzeja također uključen u brojna istraživanja i očuvanja kopnenih i morskih ekosustava, s ulogom nacionalnog centra za biološku raznolikost. Stručnjaci muzeja članovi su različitih nacionalnih i međunarodnih stručnih tijela i skupina (kao što je IUCN, UNEP, ACCOBAMS, EUROBATS, Butterfly Conservation Europe itd.) i pružaju stručne usluge u tim područjima biologije, ekologije i očuvanju biološke raznolikosti. Jedna od misija muzeja je i obrazovanje i podizanje svijesti javnosti u području zaštite prirode kroz aktivnosti kao što su organiziranje izložbi, objavljivanje različitih publikacija (knjiga, postera, letaka, kataloga).

## Botanički odjel
Herbarijska zbirka Botaničkog odjela utemeljena je 1987. godine. Trenutno sadrži oko 100.000 herbarijskih primjeraka vaskularnih biljaka i svake godine se dopunjava novoprikupljenim botaničkim materijalom. Čine je tri herbarija: Herbarij višega bilja (vaskularne flore), Herbarij "Trinajstić" i Zbirka algi. 
Temeljna djelatnost Botaničkog odjela sastoji se od prikupljanja biljaka, istraživanja flore i vegetacije te znanstvene i stručne obrade prikupljenog botaničkog materijala, koja obuhvaća prepariranje, identifikaciju, dokumentaciju, zaštitu i prezentaciju botaničkog fundusa kroz povremenu izložbenu djelatnost ili druge edukativne manifestacije.

## Geološko-paleontološki odjel
Negdašnji Geološko-paleontološki muzej nakon integracije triju bivših muzeja 1986. godine postaje jednim od odjela Hrvatskoga prirodoslovnoga muzeja. Baštinici bogate, više od stoljetne, tradicije Geološko-paleontološkog odjela kroz svoj rad vode se temeljnim poslanjima muzejske struke. Djelatnici Odjela skrbe o 27 jedinstvenih geološko-paleontoloških zbirki s ukupnim brojem primjeraka koji se približava brojci od 300 000. Kontinuiranim terenskim istraživanjima prikuplja se veliki broj primjeraka kojima se nadopunjuju postojeće zbirke ili stvaraju nove.
Znanstvenom i muzejskom obradom pojedinih fosilnih skupina, iz isječaka nekadašnjeg života očuvanih u fosilnim zapisima, kustosi Odjela istražuju različite aspekte evolucijskih procesa i kao medijatori približavaju javnosti izumrli i pradavni život, kroz razne muzejske aktivnosti.
U Geološko-paleontološkom odjelu čuva se inherentno rijedak materijal, a svaka zbirka je jedinstvena i neponovljiva. U tom svjetlu posebno treba istaknuti dvije zbirke koje imaju status nulte kategorije spomeničke vrijednosti - Zbirka krapinskog pleistocena i Zbirka holotipova.
No, i brojni predmeti iz drugih zbirki oduševljavaju svojom znanstvenom vrijednošću ili pak vizualnom atraktivnošću, a dio su bogatog muzejskog geološko-paleontološkog fundusa. Primjerice, ostaci mamuta iz Slavonije, trag dinosaura iz Istre, fosilni gušter iz Dalmacije, amoniti Dalmatinske zagore, fosilno bilje iz cijele Hrvatske, kukci iz Hrvatskoga zagorja, „Zagrebački kit“, Brusinine zbirke prikupljane diljem Hrvatske, zbirke fosilnih riba Tethysa i Paratethysa, i tako unedogled… Svaki ovaj pojedini segment naših zbirki može ispričati nevjerojatne priče.
Zbog bogatstva i znanstvenog značaja cjelokupnog fundusa kustosi Odjela surađuju s brojnim istraživačkim institucijama i muzejima diljem svijeta (Sveučilište Alberta, Sveučilište Kansas, Prirodoslovni muzej u Beču, itd.). Održava se i stoljetna tradicija suradnje sa Sveučilištem u Zagrebu (Prirodoslovno-matematički fakultet, Rudarsko-geološko-naftni fakultet) i drugim institucijama (Hrvatska akademija znanosti i umjetnosti – Zavod za paleontologiju i geologiju kvartara i Hrvatski geološki institut) te srodnim muzejima u Hrvatskoj.
Osim vrijednog fundusa, u Odjelu se čuvaju i bogata popratna muzejska dokumentacija, kao i arhivska građa koje svjedoče o historijatu samog Odjela, te su kuriozitet i muzealija per se. Tako se može pratiti razvoj geološkog promišljanja zajedno s materijalnim temeljima znanstvenih postavki (kao npr. Pilarova znanstvena obrada malakološkog materijala iz Glinskog Pokuplja iz 1873. godine; Gorjanovićevo tumačenje porijekla modernog čovjeka iz 1904. godine). Dio muzejske dokumentacije i arhivske građe, čuva se u biblioteci Geološko-paleontološkog odjela koja sadrži i pozamašni broj starih, vrijednih i raritetnih izdanja stručnih knjiga, a osim tih vrijednosti odiše tragom jednog davnog vremena i čuva uspomene na naše prethodnike. Upravo u toj sobi radio je i stvarao naš veliki znanstvenik i muzealac Dragutin Gorjanović- Kramberger.
Građa Geološko-paleontološkog odjela prezentira se prvenstveno putem tematskih muzejskih ekspozicija, kao i dobro posjećenim radionicama te prigodnim predavanjima i interaktivnim elektroničkim izdanjima.

## Mineraloško-petrografski odjel
Bivši Mineraloško-petrografski muzej nastavlja svoj razvoj kao Odjel u okviru Hrvatskoga prirodoslovnoga muzeja koji je osnovan 1. travnja 1987. godine integracijom triju do tada samostalnih muzeja, Hrvatskog narodnog zoološkog muzeja, Geološko-paleontološkog muzeja i Mineraloško-petrografskog muzeja.
Mineraloško-petrografski odjel raspolaže muzejskom građom koja je raspoređena u 17 zbirki. Obrađeno je i inventirano više od 11 000 primjeraka minerala i stijena. Većina zbirki i dalje se popunjava, a u tijeku je i formiranje novih, kao što su, za sada pod radnim nazivima, "studijska zbirka", zbirka "Medvednica", "zbirka starih instrumenata", te zbirka fototeke koja će obuhvatiti fotodokumentaciju od negativa na staklenim pločama, do digitalne fotografije.
Početak stvaranja zbirki minerala i stijena u Hrvatskoj seže još u prvu polovinu 19. stoljeća u doba Hrvatskoga narodnog preporoda. U prikupljanju građe za muzejsku zbirku sudjelovale su brojne značajne ličnosti poput književnika Antuna Mažuranića, nadbiskupa zagrebačkog Jurja Haulika, osnivača Gospodarskoga društva Pavla Hatza, te samoga vođe Ilirskoga pokreta Ljudevita Gaja. Javnosti su zbirke prvi puta bile prikazane na prvoj Gospodarskoj izložbi 1846. godine u palači nazvanoj Narodni dom, u današnjoj Opatičkoj ulici. U to doba Zbirka minerala koju je uredio Kajetan Petter, profesor fizike na zagrebačkoj akademiji, sadržavala je oko 1000 uzoraka.
Na podizanju muzejskih zbirki radio je i Ljudevit Vukotinović koji se posvetio osnutku Narodnoga muzeja, sakupljao novčane priloge, a sa svojih putovanja donosio predmete za Muzej. Premda je po struci bio pravnik, aktivno se bavio prirodoslovnim istraživanjem, a radio je i na stvaranju hrvatske mineraloške i petrografske terminologije, što je 1851. godine rezultiralo opsežnim radom "Mineralogia i geognosia" u kojemu je preveo, opisao i klasificirao nazive stotinjak mineraloških i oko dvije stotine petrografskih termina.

## Restauratorsko-preparatorski odjel
U okviru Odjela nalazi se zoopreparatorska radionica te se čuva Zbirka tkiva za genetičke analize. U izložbene svrhe u zoopreparatorskoj radionici izrađuju se modernim tehnikama prepariranja dermoplastični preparati životinja iz najrazličitijih skupina. U istu svrhu izrađuju se i diorame u kojima se preparirane životinje postavljaju u vjerne replike njihovih prirodnih staništa. Uz to vrši se redovita zaštita, a po potrebi i restauracija postojećih preparata. Odjel pruža stručnu i tehničku pomoć ostalim muzejskim odjelima te po potrebi ostalim prirodoslovnim muzejima kojima obavlja matičnu djelatnost.